# Sandra Kostner
Sandra Kostner (* 10. Juni 1974 in Calw) ist eine deutsche Historikerin, Soziologin und Migrationsforscherin. Sie ist seit 2010 Geschäftsführerin des Masterstudiengangs „Interkulturalität und Integration“ an der Pädagogischen Hochschule Schwäbisch Gmünd.

## Leben und Wirken

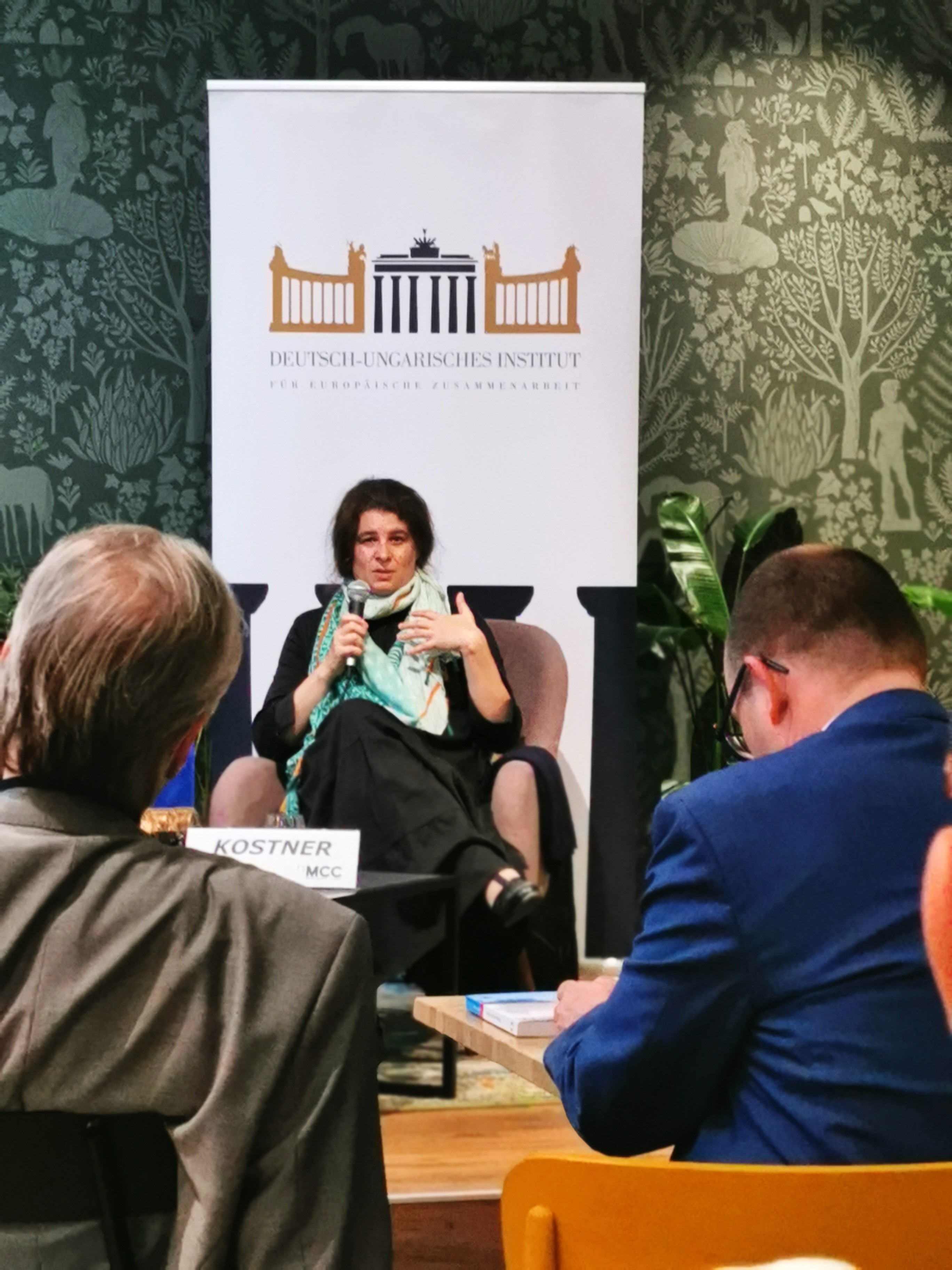
Sandra Kostner im Deutsch-Ungarischen Institut im Mai 2023.

Sandra Kostner studierte Geschichte und Soziologie an der Universität Stuttgart und promovierte an der University of Sydney mit einer vergleichenden Arbeit zum Bildungserwerb der zweiten Generation griechisch- und italienischstämmiger Schüler in Deutschland und Australien. Während ihrer Promotion arbeitete sie als Lehrbeauftragte am Historischen Institut und am Institut für Jüdische Studien der University of Sydney. Mehrjährige außeruniversitäre Praxiserfahrung erwarb sie unter anderem als Mitarbeiterin in einem Beratungsprogramm für Museen für Far North Queensland und in der Stadtverwaltung Cairns in der Abteilung Kommunalentwicklung/Fachbereich multikulturelle und indigene Angelegenheiten.
Zusammen mit Stefan Luft und Elham Manea gibt Sandra Kostner seit 2019 im Stuttgarter Ibidem-Verlag die Debattenreihe „Impulse. Debatten zu Politik, Gesellschaft, Kultur“ heraus.
Der erste Band der Reihe trägt den Titel „Identitätslinke Läuterungsagenda“. Kostner setzt sich in ihrem Impulstext kritisch mit den Ursachen und Folgen einer „linken Identitätspolitik“ auseinander, die Menschen nicht als Individuen behandele, sondern als Träger von ethnischen, kulturellen, religiösen oder sexuellen Merkmalen. Sie kritisiert, dass durch diese Identitätspolitik eine Wir-gegen-die-Mentalität entstehe, die zu einer massiven Spaltung der Gesellschaft führe. Besonders großes Spaltungspotenzial sieht sie darin, dass „Identitätslinke“ darauf fixiert seien, Ergebnisgleichheit zwischen Merkmalsgruppen herzustellen, weshalb sie flächendeckend Quoten einführen möchten. Sie warnt, dass eine quotierte Gesellschaft den Abschied vom Individuum bedeute, weil in der Quotengesellschaft ein Abstammungsmerkmal für den Zugang zu Positionen wichtiger sei als die individuelle Leistung.
Sandra Kostner setzt sich für ein Klima der Freiheit an Hochschulen ein, das sie von Abhängigkeitsverhältnissen und „Agendawissenschaftlern“ beeinträchtigt sieht. Damit meint sie Wissenschaftler, die ihre Weltanschauung auch mittels Forschung und Lehre umsetzten. Sie wirft ihnen vor, politischer Aktivismus sei ihnen wichtiger als ergebnisoffenes Erkenntnisstreben. Weil solche Agendawissenschaftler nach dem Motto handelten „moralisch, sozial und institutionell disziplinieren statt argumentieren“, sorgten sie für ein Klima der Unfreiheit.
Um dieser Entwicklung etwas entgegenzusetzen, initiierte sie das Netzwerk Wissenschaftsfreiheit, das am 3. Februar 2021 von 70 Gründungsmitgliedern der Öffentlichkeit vorgestellt wurde, was ein großes Medienecho hervorrief. Im Herbst 2020 zählte sie zu den Erstunterzeichnern des Appells für freie Debattenräume.

## Schriften (Auswahl)
Bücher
- Migration und Integration. Kohlhammer, Stuttgart 2020, ISBN 978-3-17-034551-5.

Als Herausgeberin
- mit Stefan Luft: Ukrainekrieg – Warum Europa eine neue Entspannungspolitik braucht. Westend Academics, Frankfurt am Main 2023, ISBN  978-3-949925-10-8.
- mit Tanya Lieske: Pandemiepolitik. Freiheit unterm Rad? Eine interdisziplinäre Essaysammlung. ibidem, Stuttgart 2022, ISBN 978-3-8382-1754-3.
- Wissenschaftsfreiheit. Warum dieses Grundrecht zunehmend umkämpft ist. (= Sonderband 10 der Zeitschrift für Politik) Nomos, Baden-Baden 2022, ISBN 978-3-8487-8429-5 Broschur
- mit Elham Manea: Lehren aus 9/11. Zum Umgang des Westens mit Islamismus. ibidem, Stuttgart 2021, ISBN 978-3-8382-1583-9.
- Identitätslinke Läuterungsagenda. Eine Debatte zu ihren Folgen für Migrationsgesellschaften. ibidem, Stuttgart 2019, ISBN 978-3-8382-1307-1.
- Migration und Integration: Akzeptanz und Widerstand im transnationalen Nationalstaat. Deutsche und internationale Perspektiven. LIT, Berlin/Münster 2016, ISBN 	978-3-643-11876-9.

Buchbeiträge und Artikel
- Quoten und Paritätsgesetze. Steht der Interventionsstaat ante portas? In: Thomas Köhler und Christian Mertens (Hrsg.): Jahrbuch für politische Beratung 2019/20 (Wien: edition mezzogiorno, 2020), S. 76–85.
- Identitätslinke und identitätsrechte Sichtweisen zum Migrations- und Islamdiskurs, in: Stephan Russ-Mohl (Hrsg.), Streitlust und Streitkunst. Diskurs als Essenz der Demokratie, Band 3 der Schriften zur Rettung des öffentlichen Diskurses (Köln: Herbert von Halem Verlag, 2020), S. 234–249.
- Keine Meinungsfreiheit ohne ein Klima der Freiheit, in: Aus Politik und Zeitgeschichte, 13. März 2020.
- Asyl und Integration: Aufbrüche in stürmischen Zeiten, in: Felix Hörisch und Stefan Wurster (Hrsg.): Das grün-rote Experiment in Baden-Württemberg – Eine Bilanz der Landesregierung Kretschmann 2011–2016 (Wiesbaden: VS Springer, 2017), S. 185–222.

Publizistische Beiträge (Auswahl)
- Gleichheit vs. Freiheit. Wie linke Identitätspolitik der Gesellschaft schadet, FAZ, 10. Mai 2019.
- Wir-gegen-die-Mentalität. Opferansprüche und Schuldbekenntnisse, NZZ, 30. Sept. 2019.
- Wenn Wissenschaftler eine Agenda verfolgen: wie Macht und Moral an den Hochschulen die Erkenntnis ersetzen, NZZ, 13. Jan. 2020.
- Spaltung der Gesellschaft? Linke Identitätspolitik verhindert kontroverse Debatten in Politik und Wissenschaft, Tagesspiegel, 14. Jan. 2020.
- Schuld und Sühne, IPG, 3. Aug 2020.
- Islamophobie-Forschung. Wissenschaft nach Agenda, FAZ, 11. Nov. 2020.
- Redeverbote an Hochschulen. Flucht vor Argumenten, FAZ, 28. Nov. 2020.